# اخبار ساعت شش (فیلم)
اخبار ساعت شش (فیلم) (به انگلیسی: Six O'Clock News) فیلم مستند ۷۸ دقیقه‌ای به کارگردانی و با بازی روس مک‌الوی است.